# Grenoble École de Management
Grenoble École de Management (GEM) este o Școală Europeană de Business cu multiple campusuri în locații precum: Grenoble și Paris. Ea a fost fondată în 1984.
GEM a fost plasată pe locul 20 în rândul Școlilor europene de business, în 2015, potrivit clasamentului realizat de Financial Times. De asemenea, programul său MBA ocupă  locul 94 în lume.
Programele sale sunt triplu acreditate internațional prin AMBA, EQUIS și AACSB. Scoala de business se remarca prin absolvenți de renume în afaceri și politică.